# На лезі клинка
«На лезі клинка» (англ. The Blade Itself) — фентезійний роман англійського письменника Джо Аберкромбі, написаний 2006 року. Це перша книга в трилогії Перший Закон та перша взагалі у цього автора. Згодом Аберкромбі закінчив трилогію й написав ще три романи і ще одну трилогію, де події розгортаються в тому ж світі. Роман «На лезі клинка» номінувався в 2008 році на премію Джона В. Кемпбелла.

## Назва
Вираз «The Blade Itself» є посиланням на рядок з «Одіссеї» Гомера: «The blade itself incites to deeds of violence» (в українському перекладі поеми: «…бо тягне до себе людину залізо» за Борисом Теном і «…бо залізо-кортячка: само тебе тягне!» за Петром Байдою).

## Головні герої
Розповідь ведеться від третьої особи почергово з точок зору шести героїв. Більшість розділів присвячені одному з них, але якщо два й більше збираються разом, то розділ може бути розділений на відповідне число частин. Це наступні герої:
- Лоґен Дев'ятипалий на прізвисько Кривава Дев'ятка (англ. Logen Ninefingers / The Bloody Nine) — воїн із півночі, прибуває в столицю Союзу. Один із головних героїв, розмовляє з духами.
- Занд дан Ґлокта (англ. Sand dan Glokta) — колишній полковник Союзу, після тривалих тортур у гуркському полоні став калікою. Вступив на службу до Інквізиції.
- Капітан Джезаль дан Лютар (англ. Jezal dan Luthar) — молодий самозакоханий аристократ, талановитий фехтувальник. Військовий Союзу, капітан Королівського полку.
- Ферро Малджин (англ. Ferro Maljinn) — рабиня-втікачка з півдня.
- Шукач (англ. Dogman) — воїн із півночі, друг Лоґена; вважають один одного мертвими. Залишається на півночі.
- Майор Коллем Вест (англ. Collem West) — військовий Союзу, старший друг Джезаля. Попри низьке походження, домігся високої посади за рахунок відзнак на турнірі і війнах.

## Інші герої
- Баяз — Перший із магів, голова ордену магів, члени якого ведуть свою діяльність на території Земного Кола. Розшукав Ферро Малджин та Лоґена Дев'ятипалого, щоб вони (Ферро Малджин — носій демонічної крові, а Лоґен Дев'ятипалий — провідник духів) змогли допомогти йому отримати сім'я — найгрізнішу зброю всіх часів.
- Бетод — король Півночі, колишній клановий вождь, підкорив собі майже всі клани півночі й назвав себе королем. Вторгається в Енглію — північну провінцію Союзу. Окрім північан, залучив до війни шанка — плоскоголових, колись найлютіших ворогів північан.
- Принц Скейл — спадкоємець Бетода, величезний, сильний та лютий дурень.
- Принц Кальдер — другий син Бетода, підступна й хитра людина.
- Юлвей — член ордену магів. Рятує Ферро Малджин від гурків та привозить її в Адуа.
- Рудд Тридуба, Тул Дуру, Чорний Доу, Хардінґ Мовчун, Форлі Найслабший, Шукач — північани, колишні соратники Логена Дев'ятипалого. Ведуть війну на півночі проти Бетода.
- Архілектор Сульт — глава інквізиції Союзу, член Закритої Ради.
- Гуслав П'ятий — Король Союзу, нині недієздатний.
- Принц Ладісла — спадкоємець престолу, хлюст, оточений підлесниками і дурнями.
- Принц Рейнолт — молодший син короля.
- Лорд-маршал Варуз — лорд-маршал, член Закритої Ради Союзу, навчає капітана дан Лютара фехтування.
- Лорд-камергер Фортіс дан Хофф — запальний та дивакуватий лорд-камергер, член Закритої Ради.
- Верховний Суддя Моровія — верховний суддя Союзу.
- Арді Вест — сестра майора Коллема Веста, яка нещодавно приїхала з Енгліі.
- Малакус Кей — учень Баяза, житель Старої імперії.
- Лейтенант Каспа — підлеглий Джезаля, один із найбагатших спадкоємців Союзу.
- Лейтенант Джеленгорм — сильний і відважний, але не дуже розумний підлеглий Джезаля.
- Навігатор Лонгфут — людина, яка допомагає Баязу та іншим в подорожі, не боєздатний.

## Сюжет
Події роману розгортаються в столиці Союзу, на півночі і півдні Земного Круга. Союз — держава, що об'єднало під своєю владою Серединні землі, а також міста Дагоску та Вестпорт, вільні землі Старікланда та північну провінцію Енглію. Її столиця Адуя знаходиться в центрі світу.
На Півночі колись розділені війною, клани нині об'єднані під владою Бетода, який проголосив себе королем Півночі, і планує вторгнутися в Енглію. Його близький друг, а нині найлютіший ворог Логен Дев'ятипалий на прізвисько Смертельна Дев'ятка після нападу зловісних тварюк Шанко відбивається від своїх побратимів та зустрічається з Першим з давнього ордена Магів Баязом, який колись заснував Союз. Баязу для чогось потрібен Логен, і він забирає його в Адуа.
Тим часом в Союзі точиться жорстка боротьба між селянами й дворянами, Торгівельними Гільдіями та Інквізицією, своєрідною поліцією Союзу. Глава Інквізіі архілектор Сульт за допомогою свого підручного інквізитора Глокти домагається розпуску впливової Гільдії Торговців Мерсерів. При погромі в будівлі Гільдії Глокта дізнається, що Гільдію підтримувала якась дивна торгова корпорація банк «Валінт і Балк». Дивно те, що ніхто ніколи не зустрічав ні Валінта, ні Балка.
Джезаль дан Лютар, молодий гордий дворянин готується до щорічного Турніру. Він не дуже хоче займатися військовою службою, а тому погано тренується. Лише після кількох спроб у лорда-маршала Варуза вдається переконати Джезая займатися активніше. В результаті невеликого шахрайства Джезаль перемагає на турнірі і в честь нього влаштовують бенкет.
Незабаром прибувають посли Бетода. Під час важких переговорів стає зрозуміло, що миру між Союзом і Північчю не буде. А незабаром перебуває Байяз разом з учнем та Логеном. Архілектор Сульт, який не довіряє Байязу, наказує Глокті знайти докази того, що прибула людина не Баяз. В результаті все закінчується ганьбою для архілектора. Але Глокта вимушено попадає в таємничу будівлю — Будинок Творця, де той стає свідком справжньої магії.
Друг капітана Лютара, майор Коллем Вест зустрічає свою сестру Арді, яка приїхала з Енліі, та знайомить її з Джезалем. Незабаром між ними зав'язується любовна інтрига. Дізнавшись про це Коллем б'є сестру, але вибачитися не встигає — він відряджений в штаб лорда-маршала Бурра, який вирушає на війну в Енглію. Сам Лютар теж вирушає туди, але не в штабі маршала.
На Півночі у Бетода майже немає ворогів, хіба що невеликий народ горян та загін, який раніше очолював Логен. У ньому сміливі сіверяни — Рудда Тридуба, Тул Дуру Грозова Хмара, Чорний Доу, Гардінг Мовчазний, Форлі Найслабший та Шукач. Вони не мають наміру схилятися перед королем Півночі.
Тим часом на крайньому Півдні, в зловісній імперії Гуркула втекла рабиня імператора Уфмана-уль-Дошта, Ферро Малджін, яка витрачає своє життя на помсту. Завдяки випадку вона зустрічається з магом Юлвеєм, і той відвозить її до Баяза. Він обіцяє їй помсту та вбивство імператора в обмін на допомогу в його сміливій авантюрі. В кінці книги на Ферро й Логена нападають поплічники Інквізиції, але северянин та втікачка з Півдня від них відбиваються.
Отже, герої розділилися. Капітан Лютар знятий з корабля в Енглію і за спеціальним дорученням відправлений з Байязом в загадкову подорож на край світу. З ним їдуть також Логен, Ферро, його учень Малакус Кей, та представник ордена навігаторів брат Лонгфут.
Майор Вест знаходиться в Енгліі в штабі лорда-маршала Бурра, де тільки розпочинається війна з Північчю.
Глокта, на посаді наставника Інквізиції, відправлений в Дагоску, останній оплот Союзу на Південному континенті, яка незабаром буде обложена гурками. Там йому необхідно якомога довше стримувати облогу, розкрити таємницю загадкового зникнення попереднього наставника Дагоскі Давуста, а також вирахувати зрадника (той планує здати місто гуркам), який на думку зниклого Давуста, знаходився у Правлячій Раді Дагоски.

## Відгуки
Сіобан Керролл в онлайн-журналі Strange Horizons високо оцінила опрацювання персонажів в романі: на її думку, Аберкромбі наділяє позитивних персонажів такою кількістю недоліків, щоб вони виглядали реалістично, а негативних — такою кількістю позитивних рис, щоб їм можна було співпереживати. Керролл відзначає, що Аберкромбі руйнує традиційні епічні штампи, але не йде в сатиру або пародію. Критик вважає, що роман схожий на «Пісню льоду й полум'я» Джорджа Мартіна, оскільки важливе місце в обох займають політичні інтриги. У той же час герої Аберкромбі грають менш вагому роль в своєму світі.
Джон Кортні Грімвуд в The Guardian відносить роман до традиції, закладеної Джином Вулфом: в ній сюжет твору обертається навколо лиходія та ката.
Джон Кейн, аналізуючи на сторінках Forbes всю трилогію Аберкромбі, називає «На лезі клинка» найслабшою її частиною, яка слугує лише для знайомства читача зі світом та його героями.